# 鲍里斯·奇尔阔夫

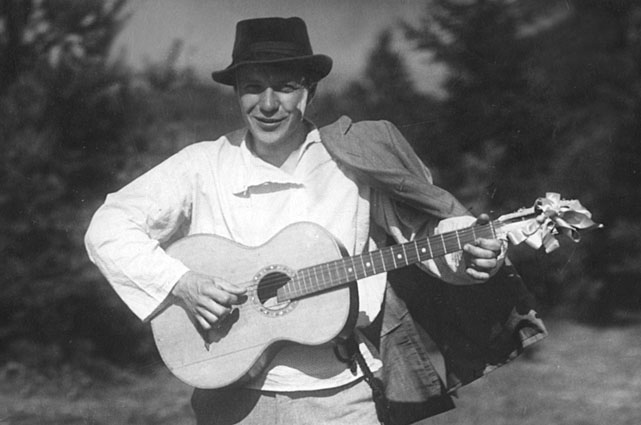
鲍里斯·奇尔阔夫

鲍里斯·彼得罗维奇·奇尔阔夫 （1901年8月13日 – 1982年5月28日）是苏联演员。  1928年至1975年间，他出演了 50 部电影。他曾四次获得苏联国家奖。1945年加入联共（布）。他還獲得過苏联人民艺术家和社会主义劳动英雄榮譽稱號。